# Parque García Sanabria

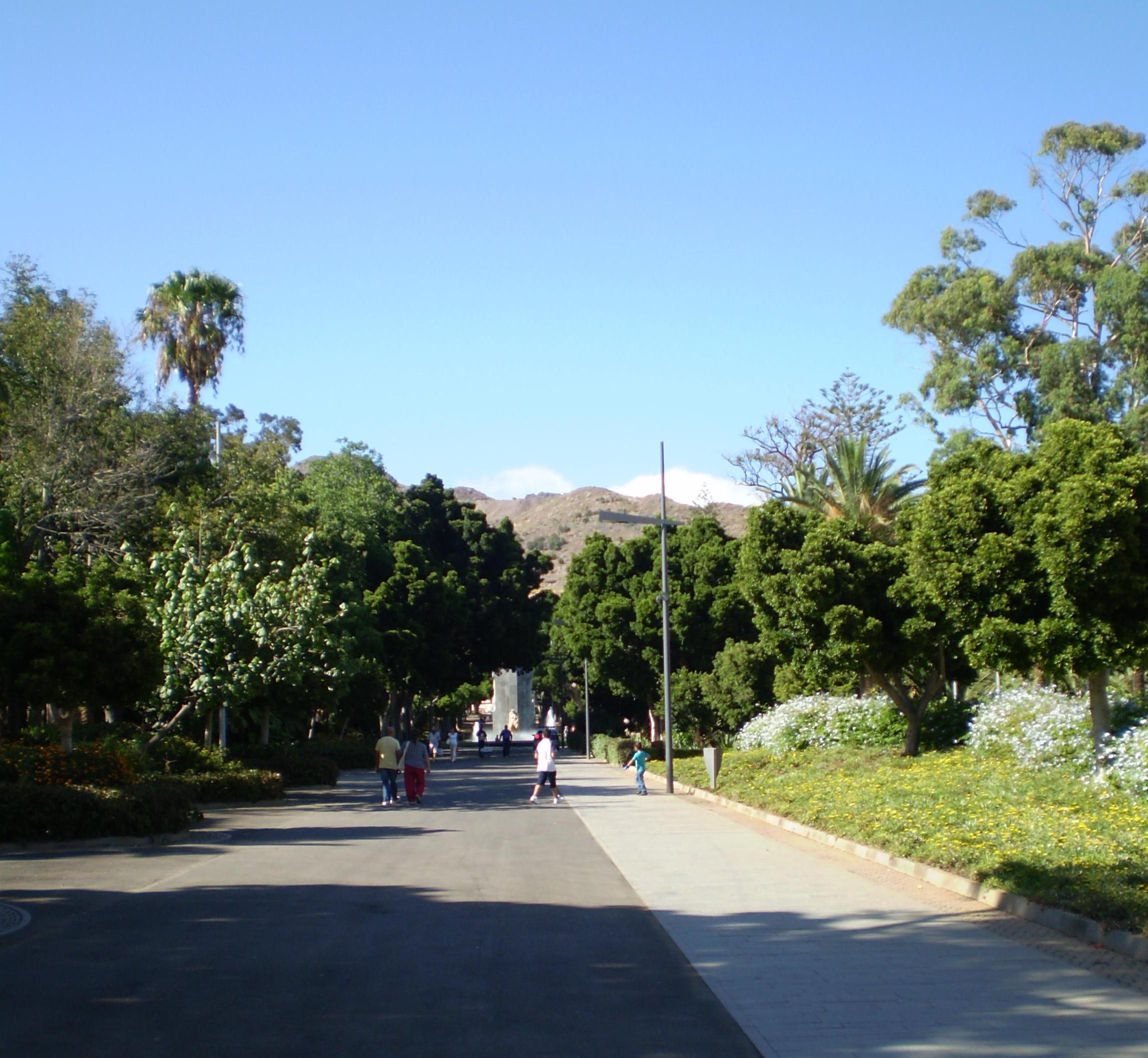
Uno de los paseos diagonales del parque García Sanabria

El parque municipal García Sanabria de Santa Cruz de Tenerife (Canarias, España), construido en 1926, está situado entre las calles Numancia, Méndez Núñez, Dr. José Naveiras y Rambla de Santa Cruz, y nació de la necesidad de dotar a la ciudad de una zona ajardinada amplia, combinada con fuentes y grupos arquitectónicos. Su nombre se debe al alcalde García Sanabria, que aprobó su construcción. Es el mayor parque urbano de las islas Canarias.
Este parque tiene una extensión de 67 230 m²; en octubre del 2004 se cerró para proceder a su remodelación y fue reabierto al público en junio de 2006.
En 1973 tuvo lugar en Santa Cruz la I Exposición Internacional de Escultura en la Calle; desde ese momento, parte de las esculturas, concretamente trece, expuestas en esa ocasión adornan distintos rincones y paseos del parque. En 2016, el Parque García Sanabria fue declarado Bien de interés cultural de Canarias.

## Historia
Fue el médico masón Diego Guigou y Costa, fundador del Hospital infantil de Santa Cruz y escritor de temas científicos e históricos, quien, a principios del siglo XX, pide desde los medios escritos de la época que se construya en la capital un espacio de este tipo.
Existiendo ya la idea de la construcción de un parque, el arquitecto municipal Antonio Pintor presenta un primer proyecto en septiembre de 1910. Sin embargo, no fue hasta 1922 cuando se aprobó la formación de un comité («Comisión Pro-Parque»), siendo su primer cometido recaudar fondos para adquirir el terreno necesario. El Ayuntamiento de la ciudad abre dicha suscripción con un aporte de 25.000 pesetas. Cuando se alcanzan las 200.000 pesetas, se adquieren los primeros solares.
Fue Santiago García Sanabria el que, durante su primera etapa al frente de la alcaldía (1923-1924), se preocupó de la organización administrativa que permitiría la construcción del nuevo parque. En su segunda etapa en la alcaldía, a partir de 1925, realizó una serie de reformas urbanas en la ciudad, entre ellas la instalación del alcantarillado. Y fue también bajo su mandato, en sesión celebrada el 9 de agosto de 1926, cuando se acordó que el parque se hiciera según los planos confeccionados por la Casa Leyva y Compañía (Granada); el proyecto presentado por Antonio Pintor se abandonó por pensar que su idea correspondía más con un recinto del siglo XIX. Para cuando se terminó el parque era el mayor parque urbano de las Islas Canarias.

## Reloj de flores

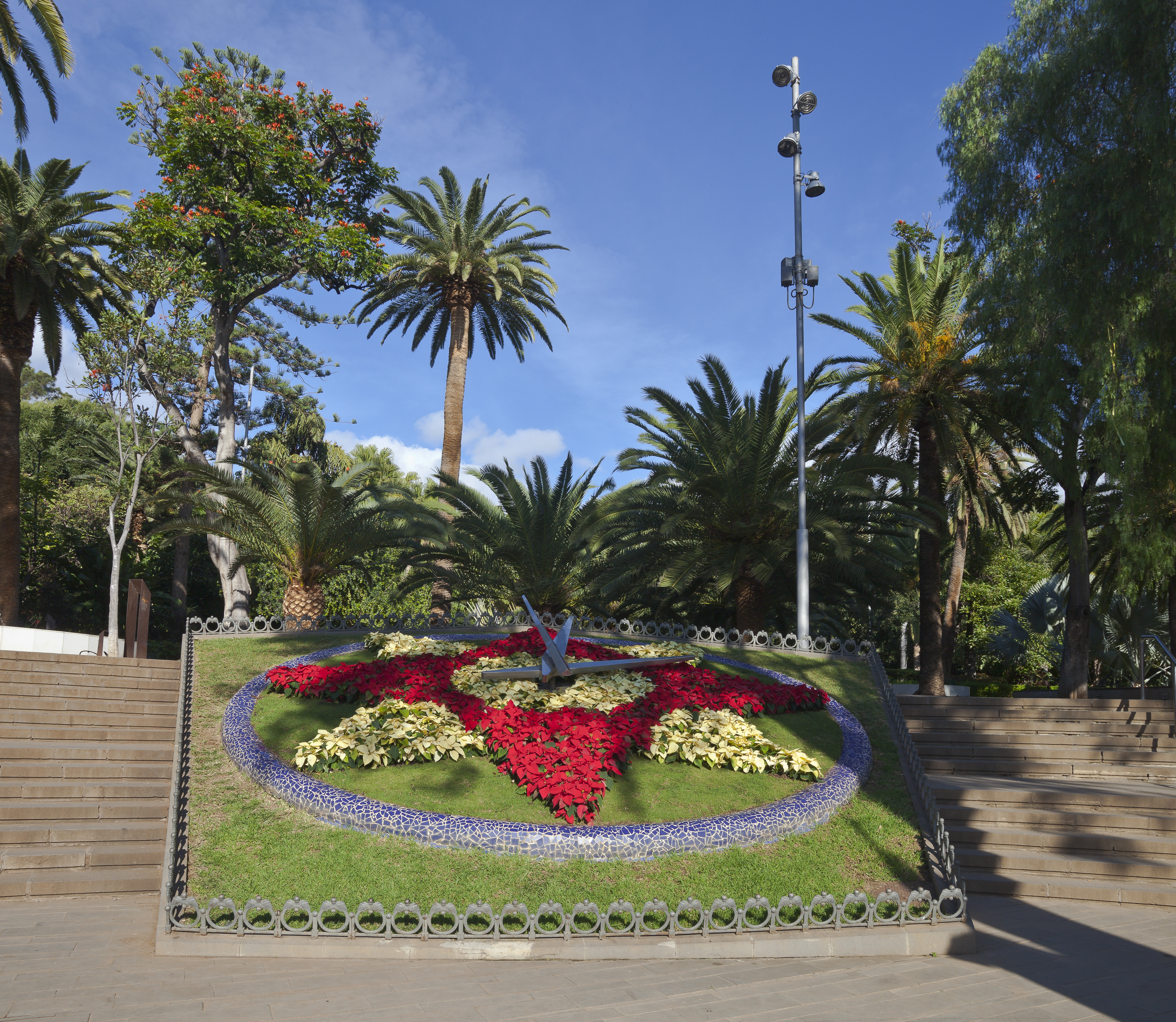
Reloj de flores.

Ubicado en una de sus entradas, la que da a la calle del Pilar, es punto de encuentro habitual tanto para los santacruceros como para los visitantes de la ciudad. El reloj fue fabricado en Suiza por la casa Favag y donado por el cónsul de Dinamarca, P. Larsen, en 1958.
El reloj de flores está flanqueado por dos escalinatas y detrás de él se ve la fuente central. Se caracteriza por estar permanentemente adornado con flores frescas.

## Esculturas y monumentos
En el centro del parque, donde se cruzan los dos paseos diagonales, se sitúa una plazoleta y una fuente, y en el centro de ella está el Monumento a García Sanabria. 
También al Dr. Guigou se le conmemora en ese monumento de la plazoleta central.

### Monumento a García Sanabria

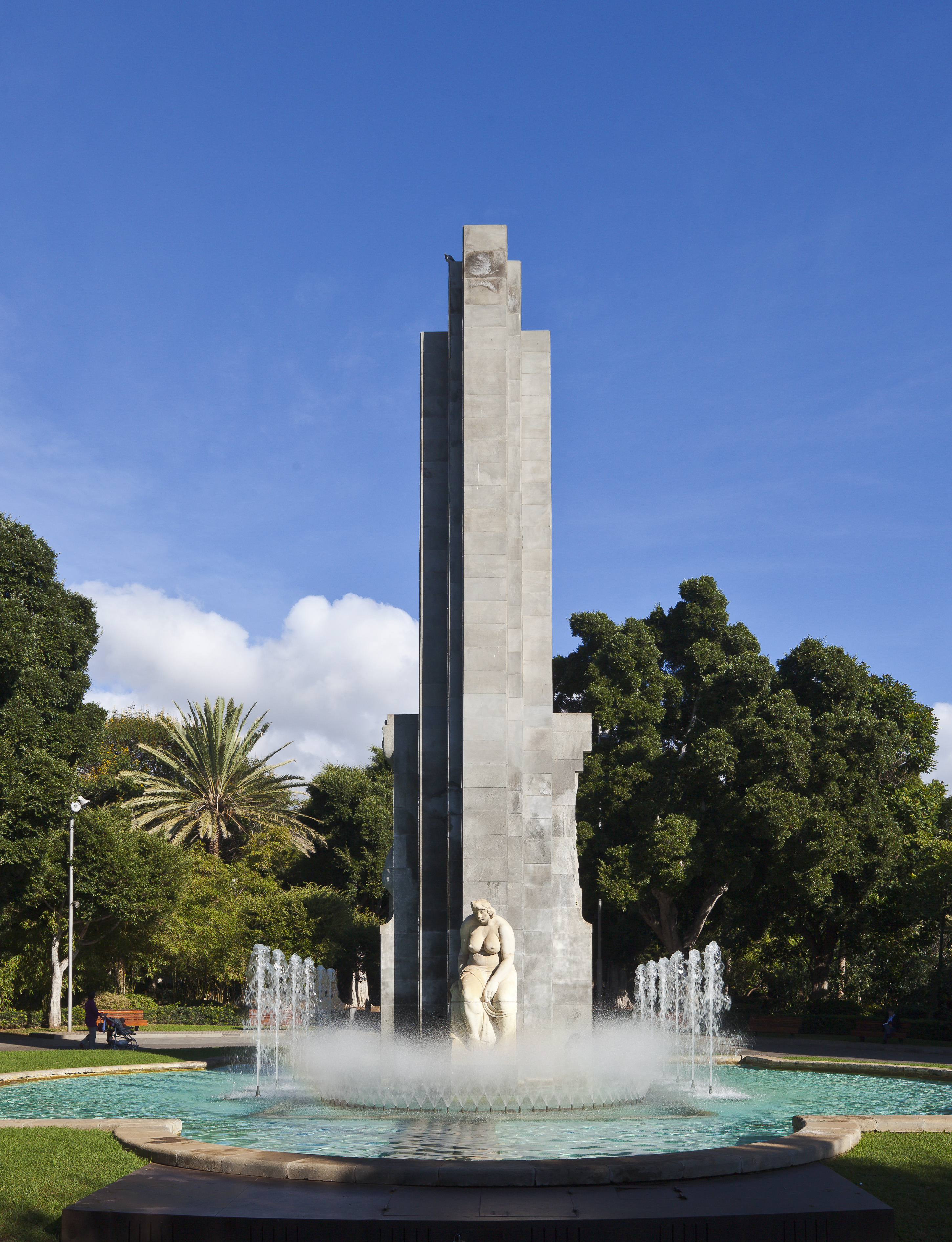
Monumento a García Sanabria

El Monumento a García Sanabria es una fuente que se encuentra en el centro del Parque García Sanabria, es el monumento más emblemático del parque y fue realizado en 1938 por el escultor Francisco Borges Salas, aunque diseñado por el arquitecto José Enrique Marrero Regalado. El monumento está compuesto por dos piezas de técnica totalmente distinta y consta de una enorme fuente con distintos chorros de agua, que tiene en el centro un obelisco de tipo expresionista en el que hay varias esculturas talladas en piedra. De todas estas esculturas, la más destacada es la que representa a una mujer desnuda en homenaje a la fecundidad y a la mujer tinerfeña.

### Estatuaria conmemorativa
Además de los monumentos ya citados en honor al Dr. Guigou y a Santiago García Sanabria, por los paseos y recovecos del parque se encuentran las siguientes estatuas y/o monumentos:
- Monumento a Diego Crosa, conocido como «Crosita»; dedicó numerosos cantares a las Islas Canarias.
- Busto de Ángel Guimerá, escritor en lengua catalana, pero nacido en Tenerife.
- Monumento homenaje a Emilio Calzadilla, abogado, masón y político republicano.
- Monumento a Manuel de Cámara, que con sus artículos periodísticos ayudó a que se creara en origen el proyecto del parque.
- Monumento a Adalberto Benítez, político local, que desempeñó durante dieciocho años ininterrumpidos el cargo de Concejal Delegado del Servicio encargado de parques y jardines.
- Busto a Leonor Pérez, nacida en Santa Cruz de Tenerife y madre del político cubano José Martí.

### Esculturas contemporáneas

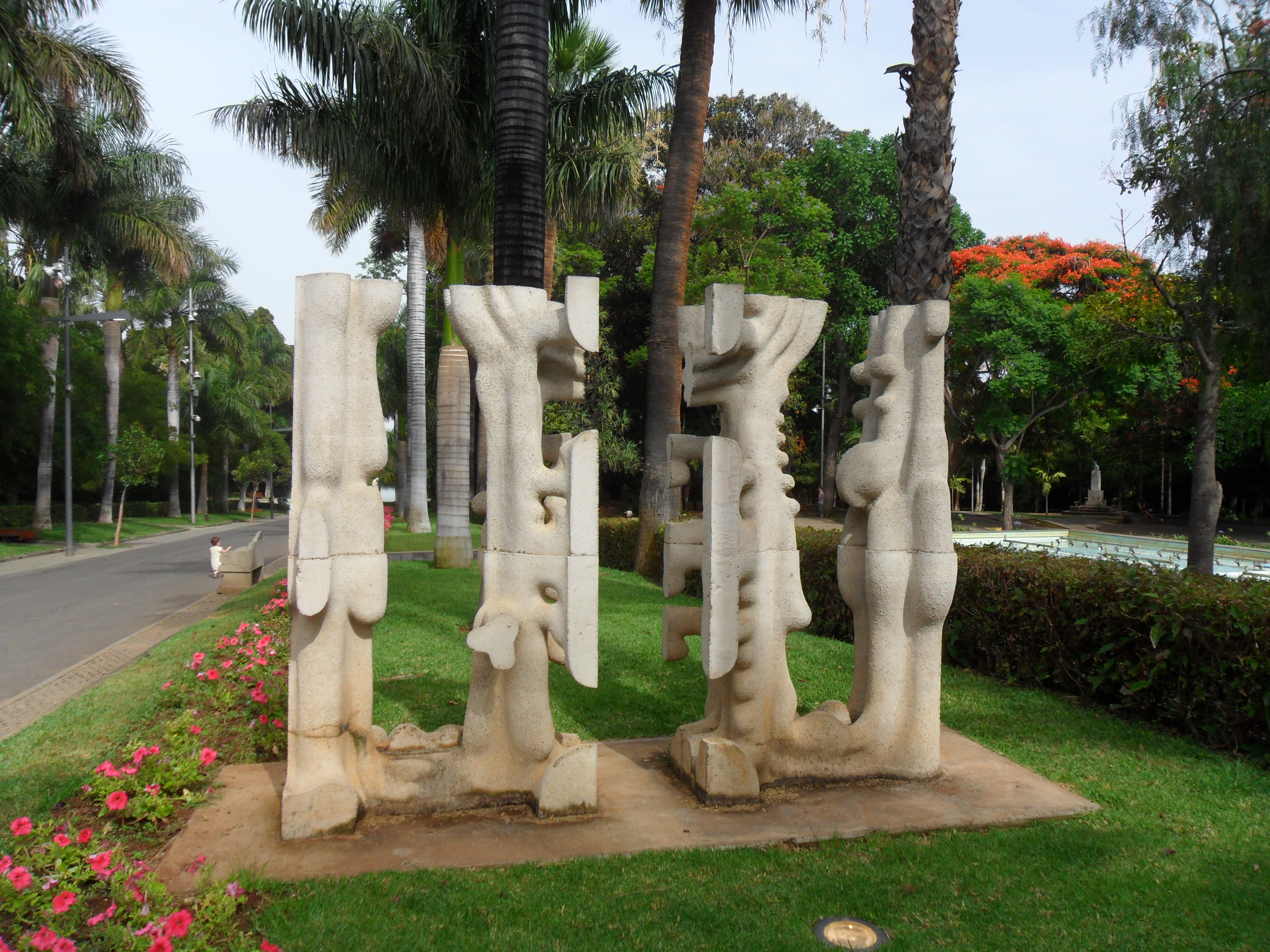
Las cuatro figuras antropomórficas de Federico Assler

Entre diciembre de 1973 y enero de 1974 se convocó por parte de la Delegación en Santa Cruz de Tenerife del Colegio de Arquitectos de Canarias la I Exposición Internacional de Escultura en la Calle, primera además de estas características que se realizó en España.
Gracias a esta Exposición se ubicaron, no solo en el parque, sino también en diferentes lugares de la ciudad, 40 obras de escultores nacionales y extranjeros; algunas, al ser en préstamo, fueron devueltas una vez concluida la Exposición, mientras que otras fueron donadas por sus autores a la ciudad, permaneciendo trece de ellas en el Parque García Sanabria:
- Homenaje a las Islas Canarias, de Pablo Serrano.
- Dado para 13, de Remigio Mendiburu.
- Penetrable, de Jesús Soto.
- Homenaje a Gaudí, de Eduardo Paolozzi.
- Estela espacial, de Amadeo Gabino.
- Monumento al gato, de Óscar Domínguez.
- Laberinto:Homenaje a Borges, de Gustavo Torner.
- Homenaje a Millares, de Claude Viseux.
- Solidaridad, de Mark Macken.
- Introversión, de Josep Maria Subirachs.

Además de estas diez obras, existen también tres piezas sin título: la de Josep Guinovart, consistente en una estructura metálica de la que cuelgan sacos de hormigón; cuatro figuras de aspecto antropomórfico realizadas por Federico Assler; y una escultura en hormigón de Jaume Cubells. 
Con posterioridad a la I Exposición Internacional de Escultura en la Calle, el escultor Eladio de la Cruz, donó una de sus obras que también está ubicada en el Parque García Sanabria; representa una figura humana, sentada y de rasgos estilizados.

## Vegetación

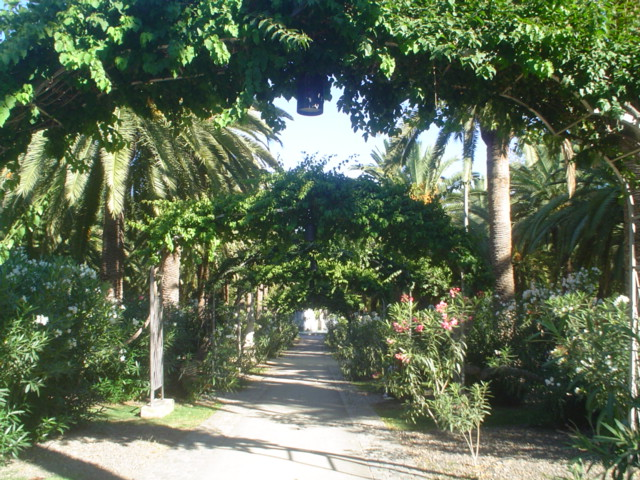
Paseo de La Rosaleda.

Desde sus comienzos, la vegetación del Parque García Sanabria está formada por plantas exóticas muy variadas, plantadas muy densas. En el parque conviven distintos estilos de jardinería, con una fuerte temática tropical. Árboles y palmeras de gran tamaño están distribuidos por toda la superficie y varios ejemplares tienen la edad del parque. La vegetación de porte menor a menudo está agrupada en setos o masas y procede principalmente de la reforma de 2004-2006. En los años siguientes a su creación el parque incrementó la colección con especies inusuales, que se reproducían en el vivero municipal de la ciudad y en pasado albergó un invernadero con Orchidaceae (orquídeas) y frutales poco comunes como el Artocarpus (árbol del pan). 

### Especies
La flora del parque cuenta con una rica colección de plantas ornamentales, mayoritariamente exóticas, de origen tropical y subtropical. Hay representación abundante de especies comunes en Santa Cruz de Tenerife, por ejemplo:
Phoenix canariensis (palmera canaria),
Delonix regia (Flamboyant),
Spathodea campanulata (tulipero del Gabón),
Ficus microcarpa (laurel de India) y
Bougainvillea.
También hay especies poco comunes, de gran interés botánico: crece dispersa por el parque una colección de especies del género Ficus donados por el Jardín de Aclimatación de la Orotava. Se encuentran algunos ejemplares que son los más grandes y más viejos de la ciudad, como: Ceiba pentandra (ceiba), Cocos nucifera (cocotero) y Tamarindus indica. Hay ejemplares de Hibiscus elatus (majagua) y de palmeras de distintas especies procedentes del Palmetum de Santa Cruz. Los bambúes bordean grandes pasillos. Con la reforma de 2004-2006 se plantaron o replantaron espacios con rosales, cactáceas, cycas y afines, musáceas, aráceas, árboles de Plumeria y otros. Entre las plantaciones de la reforma merece mencionar la plantación de ejemplares adultos de Macrozamia communis, de varias especies de palmeras y la creación de un rincón de especies típicas del Mediterráneo, cuales olivos y plantas aromáticas.
En la plaza Fernando Pessoa, junto al parque, se encuentra la centenaria y singular Palmera del Parque, muy querida en la ciudad. 

## Espacios anexos
La citada plaza Fernando Pessoa es considerada la única plaza zodiacal de Canarias y probablemente de España. La plaza es una representación de la situación astral en el momento de la fundación de Lisboa. La decoración de la plaza está hecha a imagen de cómo estaba el cielo en el momento de la constitución de la capital portuguesa. La decoración de la fuente representa la posición de los planetas y en el fondo aparecen los signos del zodiaco.